# Marcelo Fabián Sosa Farias
Marcelo Sosa és un futbolista uruguaià, nascut a Montevideo el 6 de febrer de 1978. Ocupa la posició de migcampista.
Va destacar al seu país a les files del Danubio FC. El 2004 fitxa per l'Spartak de Moscou de la lliga russa, però només hi juga vuit partits en sis mesos. Marxa llavors a l'Atlètic de Madrid, on tampoc acaba de despuntar, sent cedit posteriorment al CA Osasuna i al River Plate. Retornaria al seu país el 2007 per militar al Nacional Montevideo, mentre que entre 2008-2009 jugaria la lliga mexicana amb el Tecos UAG.
Ha estat internacional amb la selecció de l'Uruguai en 29 ocasions, tot marcant un gol. Va participar en la Copa Amèrica de 2004.